# Drinkwatermuseum
Het Drinkwatermuseum (ook Bedrijfsmuseum Waternet Heemstede) is een museum in Heemstede over de productie en distributie van drinkwater.
Het museum is eigendom van Waternet en toont in verschillende ruimten gereedschap dat destijds van belang was voor het waternet. Een ruimte is ingericht als laboratorium om de kwaliteit van kraanwater te kunnen testen. Een andere ruimte is ingericht als kantoorruimte in de sfeer van de begintijd.
Het museum is gevestigd in een voormalig pompstation aan de Leidsevaart. Het gebouw dateert uit 1853, toen de Amsterdamse Waterleidingduinen in gebruik werden genomen en diende om het water naar Amsterdam te pompen. Het is daarmee het eerste drinkwaterpompgebouw in Nederland. In 1900 werd de pompinstallatie overbodig door een pompstation op de productielocatie en in Amsterdam. Na verwijdering van de machinerie en schoorsteen werd het gebouw als kantoor in gebruik genomen door het waterleidingbedrijf. Het is erkend een provinciaal monument.

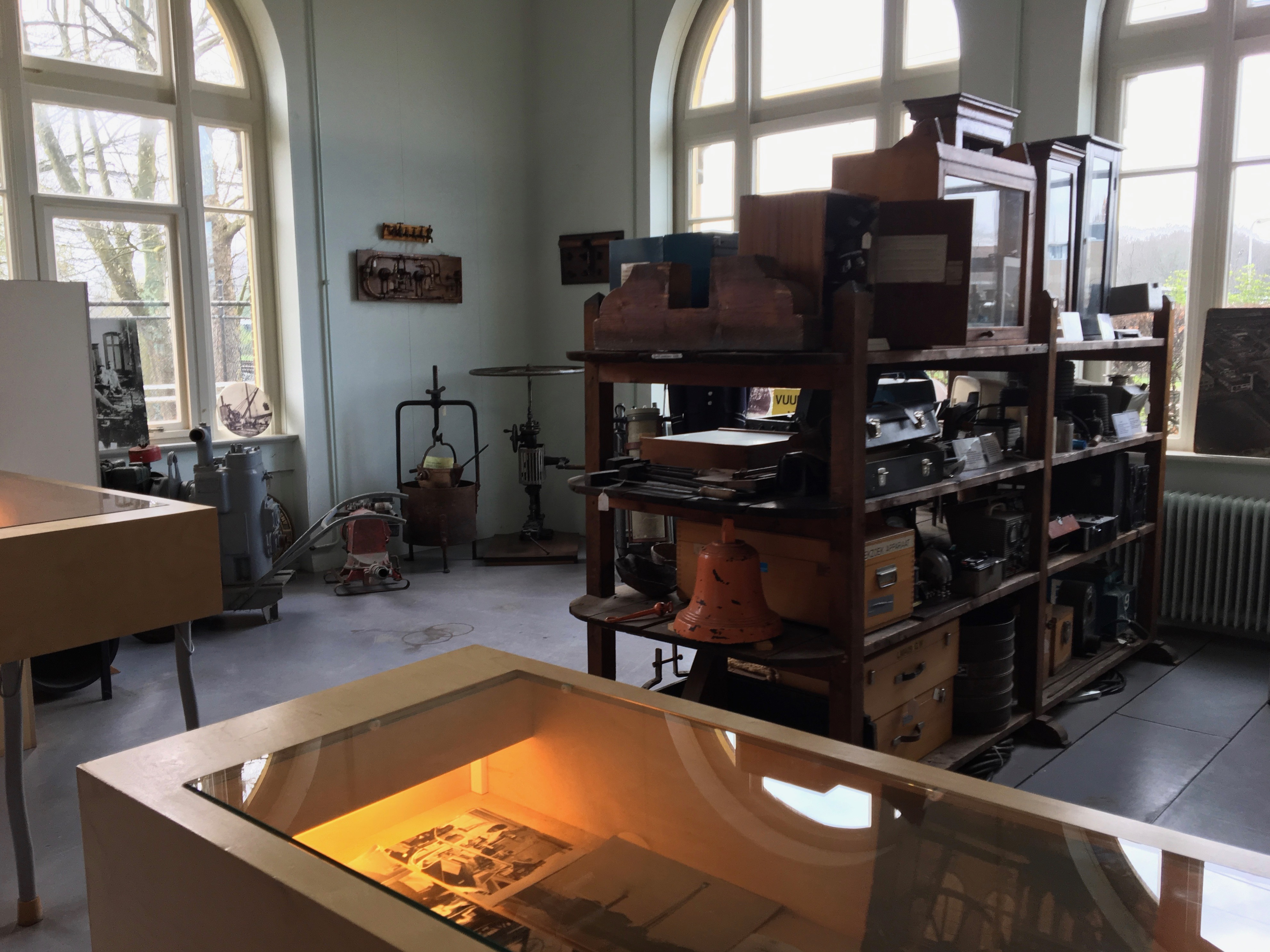
Expositieruimte
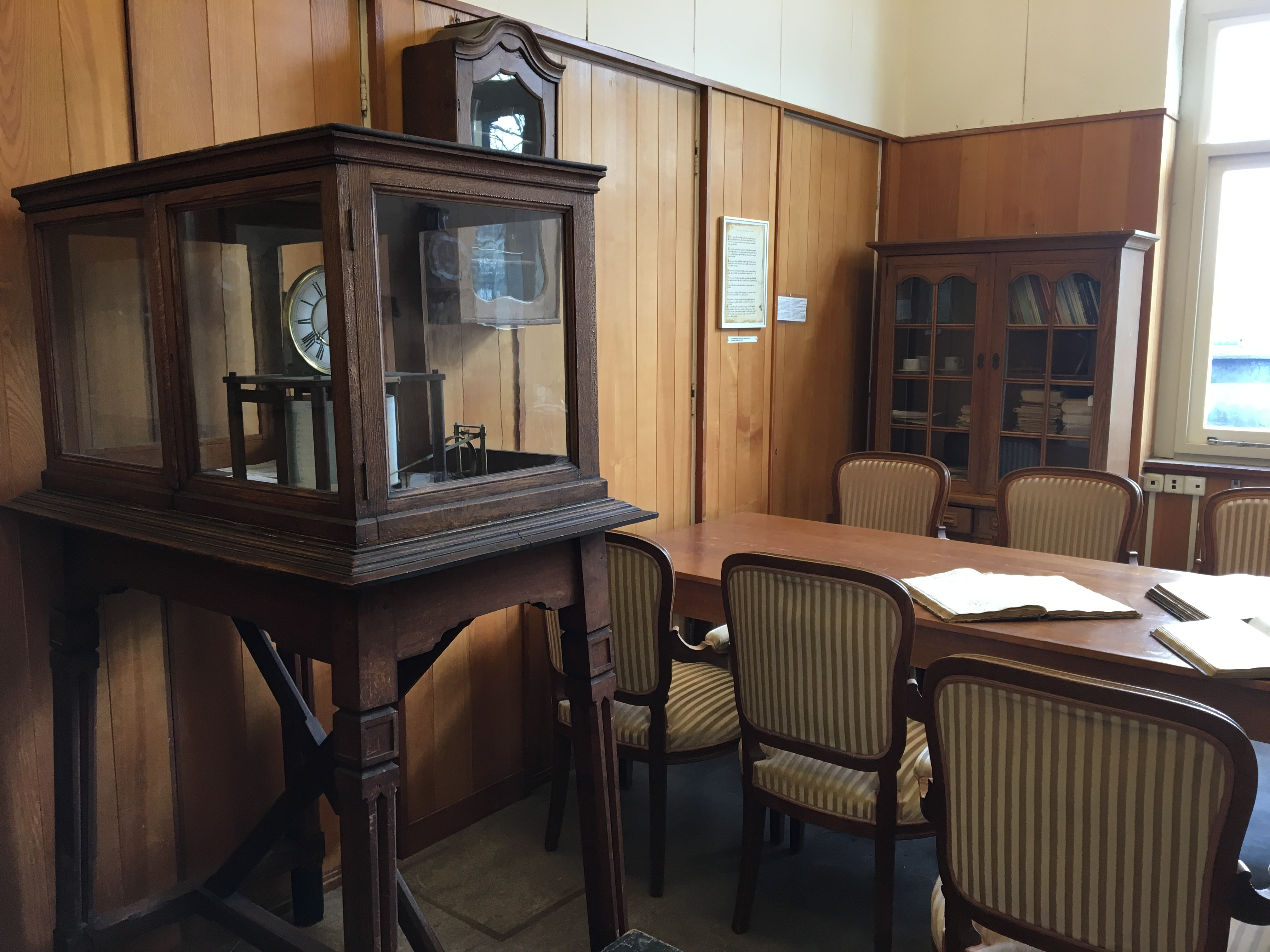
Ruimte met originele kantoorinrichting
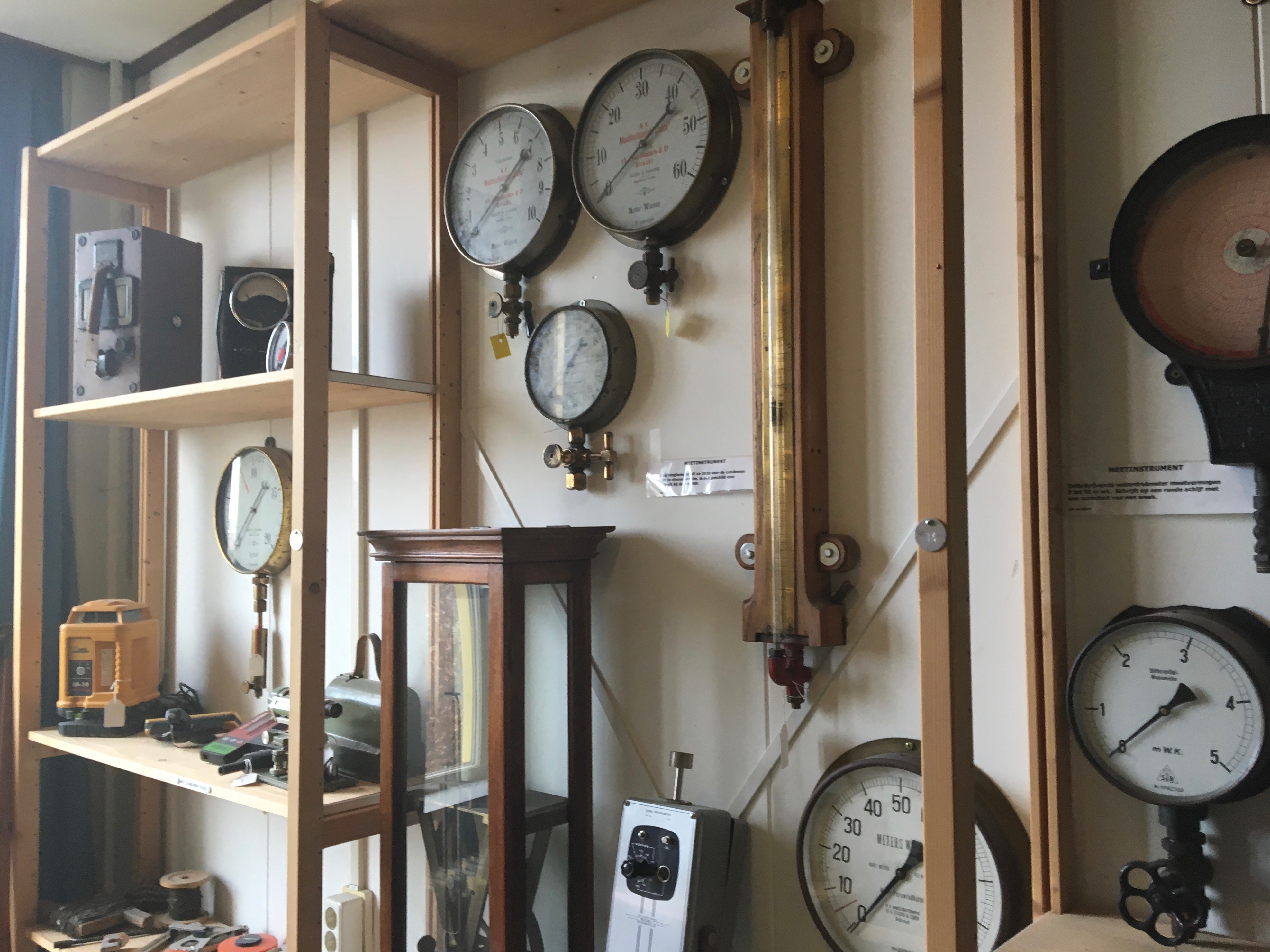
Meters
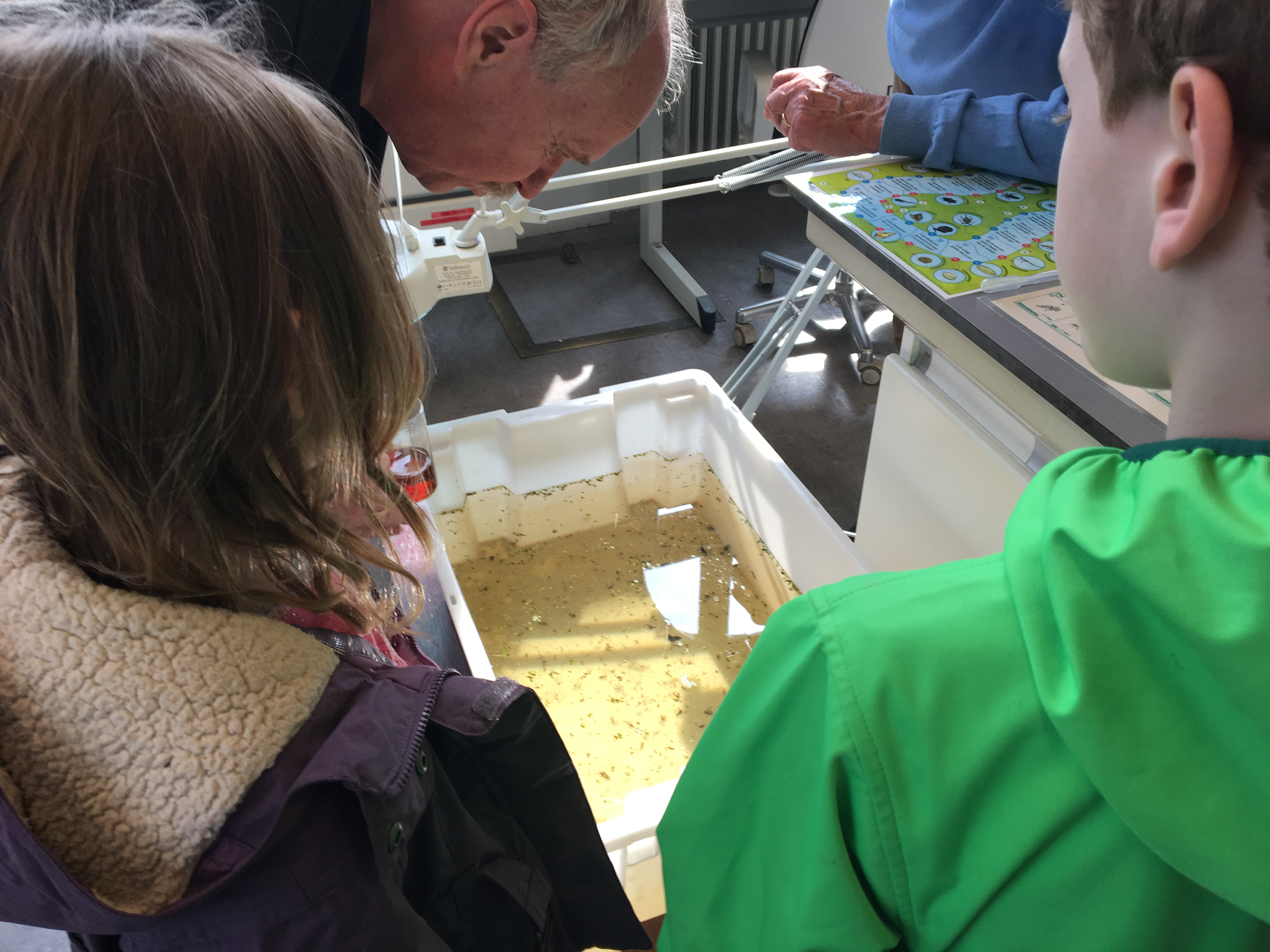
Water-analyse
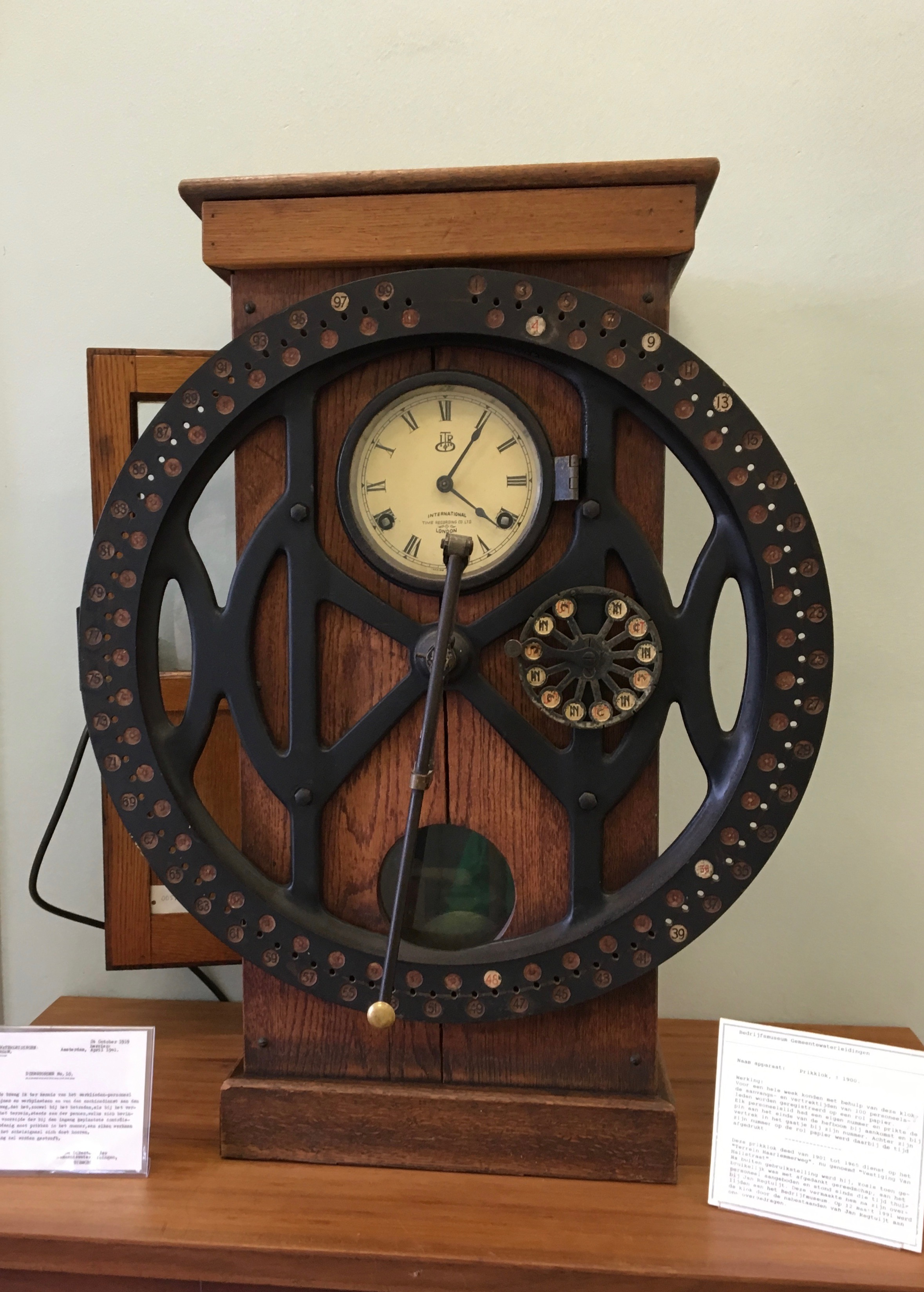
Prikklok